# 코스민 올러로이우
아우렐리안 코스민 올러로이우(루마니아어: Aurelian Cosmin Olăroiu, 1969년 6월 29일 ~ )는 루마니아의 전 축구 선수이자 현 축구 지도자로 대한민국 K리그1 수원 삼성 블루윙즈에서 활동할 당시에는 올리(Oli)라는 이름으로 활약했으며 현재 아랍에미리트 축구 국가대표팀의 사령탑으로 재직 중이다.

## 클럽 경력
- 1989-1990 FC 글로리아 부저우
- 1990-1991 FC 메콘 부쿠레슈티
- 1991-1992 FC 기루에타 부쿠레슈티
- 1992-1995 FC 나치오날 부쿠레슈티
- 1995-1997 FC 우니베르시타테아 크라이오바
- 1997-2000 수원 삼성 블루윙즈
- 2000 제프 유나이티드 이치하라 지바